# Rhaphiolepis major
Rhaphiolepis major är en rosväxtart som beskrevs av Jules Cardot. Rhaphiolepis major ingår i släktet Rhaphiolepis och familjen rosväxter. Inga underarter finns listade i Catalogue of Life.